# Savinien Mérédac
Savinien Mérédac, nom de plume d'Auguste Esnouf (Joseph Auguste Esnouf), né le 3 juin 1880 à Port-Louis, décédé le 19 décembre 1939 à Curepipe, est un ingénieur et écrivain, romancier, poète et critique littéraire mauricien.

## Biographie
Grâce à une bourse, Auguste Esnouf a étudié en Angleterre de 1900 à 1903, où il obtient un diplôme d'ingénieur (avec mention : médaille Siemens). Il devient vers 1910 un des directeurs des Forges Tardieu,. Ingénieur civil, Esnouf a développé un concretograph et un strutiograph et il a collaboré à la Revue Agricole. En 1926, il publie Nomography in a Nutshell.
Sous le pseudo de Savinien Mérédac il a écrit des essais sur la langue créole et des poèmes dans L'Essor, des histoires pour enfants dans Le Radical et La Vie Catholique, il a fondé une revue, et il a publié plusieurs romans, dont Polyte, publié en 1926, est considéré un chef-d'œuvre de la littérature mauricienne.
Esnouf publia également sous le pseudonyme Jacques Sincère des critiques littéraires dans les mêmes revues et dans Le Mauricien.
Auguste Esnouf est lauréat de l'Académie française (prix de la langue-française 1928) et Chevalier de la Légion d'honneur. À la fin de sa vie il est président d'honneur de la Société des écrivains mauritiens, fondée en 1938. La rue Auguste Esnouf à Curepipe et l'avenue Mérédac, à Quatre Bornes, portent son nom.
Auguste Esnouf a été marié avec Éliane Bérenger avec qui il a eu neuf enfants. Le couple Éliane et Auguste Esnouf publie en 1923 : Notre Livre. Auguste et Éliane sont par leur fille Geneviève (1920-2013) les grands-parents maternels de Paul Bérenger, ancien premier ministre de la république de Maurice. Éliane utilisait aussi le prénom Michèle, mentionné dans Cahiers Mauritiens 1939, elle a publié en 1927 sous le nom de Michèle Le livre de la tendresse.

## Œuvres
- 1923 Sincérités (nouvelles)[10]
- 1925 Miette et Toto (Histoire de deux enfants de l'ancienne Île de France) (en 1922 publié en feuilleton dans L'Essor, revue du cercle littéraire de Port Louis)[11],[12]
- 1926 Polyte (roman) (rééditions: L'atelier d'écriture, île Maurice, 2009; J.C.Lattès, 2011,  (ISBN 9782709635721))[13],[14]
- 1926-1927 Petits entretiens sur notre patois, in: L'Essor[15].
- 1929 L'Épingle de cravate (roman)[16].
- 1930 Pauvres bougres (contes)[17] ; (Réédition partielle: Azazel et autres nouvelles  Éditions L'Atelier d'écriture, 2013)
- 1931 Joseph Conrad et nous, in: L'Essor, 15 février 1931[18]
- 1931-1934 fiches étymologiques in: L'Essor[19]
- 1932 Des Histoires[20]
- 1939 Coup de soleil (conte) in: Cahiers Mauritiens 1939[8]